# Líšný 2.díl
Líšný 2.díl je díl vesnice Líšný a část obce Líšný v okrese Jablonec nad Nisou. Nachází se necelé přes tři kilometry severozápadně od Železného Brodu, na levém břehu řeky Jizery, naproti (jihovýchodně) první části Líšného. Líšný 2.díl leží v katastrálním území Líšný o výměře 1,73 km².

## Historie
První písemná zmínka o vesnici pochází z roku 1382.